# Juan Carlos Villamayor
Juan Carlos Villamayor (1969. március 5. –) paraguayi válogatott labdarúgó.
A paraguayi válogatott tagjaként részt vett az 1993-as, az 1995-ös és az 1997-es Copa Americán.

## Statisztika
| Paraguayi válogatott | Paraguayi válogatott | Paraguayi válogatott |
| Időszak              | Mérk.                | gól                  |
| -------------------- | -------------------- | -------------------- |
| 1993                 | 2                    | 0                    |
| 1994                 | 0                    | 0                    |
| 1995                 | 8                    | 2                    |
| 1996                 | 2                    | 1                    |
| 1997                 | 6                    | 0                    |
| Összesen             | 18                   | 3                    |